# テイルズ オブ タクティクス
『テイルズ オブ タクティクス』（Tales of tactics、略称：TOT / タクティクス）は、ナムコが2004年2月16日より配信を開始しているiアプリゲーム。ジャンルはシミュレーションRPG。EZアプリ (BREW)版も2007年1月18日より配信を開始した。
『テイルズ オブ』シリーズの携帯電話用アプリゲーム第1弾で、同シリーズの外伝的作品。『テイルズ オブ ファンタジア』から『テイルズ オブ ジ アビス』までの8作品のパーティキャラクターのほか、ミゲール・アルベインやリムルといったサブキャラクターも使用できる。
後に本作の人気キャラクターたち“カルディナシーンズ”をゲームの主役にした『テイルズ オブ タクティクス外伝』が2005年11月9日より配信を開始した。

## システム
戦闘はターン制である。まず、その戦闘に参加するキャラクターを選び（数名は既に決まっており、残りを埋める）、自分のターンが来た時は、「移動」・「攻撃」・「特技」等のメニューからひとつを選び、ターンを終了する場合には「待機」を選ぶ。
フィールドには見えないがマスが割られており、「移動」、「特技」にはキャラクター・技それぞれに範囲が定められているので、その範囲内で移動、攻撃することになる。また、「特技」には離れていても出せるもの（魔神剣・ロックブレイク等）と戦闘でないと出せないもの（虎牙破斬、紅蓮剣等）がある。なお、回復技は技の回復力が上がるごとに範囲が大きくなるが、これは選択範囲を動かすことが出来ない。敵との戦闘になった場合には、携帯の1 - 4をプッシュすることで「特技」で設定した特技を出すことが出来る。
敵とのエンカウントはシンボルエンカウントである。敵も自分のターンが来ると移動、攻撃をしてくる。敵の攻撃にはこちらの能力を下げる、状態異常にするものもある。
フィールドごとにボスが存在するが、中には一度倒されても回復し、復活して二回戦目に突入する場合もある。
戦闘シーンにはリニアモーションバトルシステムが採用されている。

## 登場キャラクター

### カルディナシーンズ
天界出身の美少女戦士軍団。
ランタナ
軍団のリーダーだが、自覚がなくミーハーな性格。
オリジナル術技は爆華爆炎剣。
ハルシャ
見た目も性格も男っぽくカッコイイ女の子。
オリジナル術技はセルパンドゥフルール、ペタールステイメン。
サルビア
気が強いが、アステルに性別を超えた禁断の片思いを抱いている。
オリジナル術技はインパクトレイ。
タピアン
軍団をまとめているのはいつもタピアンで、物静かでしっかりしている、おっとりしたお姉さん。
カザニア
軍団の最年少で、妹のような存在で、ミーハーで騒がしい。一人称は「僕」。
オリジナル術技はストパトスアロー。

### その他のキャラクター
ウラノス
漆黒の軍団という謎の組織の仲間に見えるが実は誰の味方でもない謎の男。
プラクス
第1階級の2人に挟まれ中立立場を取ろうとして、落ち着いていて、厳格な性格の30代後半の男。
ドゥーナス
明るく元気で 口調も陽気なお姉さん。ソルとイグニスの親代わりで、2人が起こした問題はドゥーナス自身が責任をとっている。
ソル
イグニスとは兄妹関係で一緒に行動するが、喧嘩漫才とトラブルが絶えない。ボケ役。
イグニス
ソルとは兄妹関係で一緒に行動するが、喧嘩漫才とトラブルが絶えない。ツッコミ役。
イセベルク
エキドナ団のボスで男性と対等に話すが、甘ったるい言葉遣いをすることもしばしばある。またウラノスに思いを寄せている。
アステル
クールで感情を出さないが、内心に熱い気持ちがある女性。
ルック
謎の組織に追われている謎の人物。テイルズキャラに助けてもらってから一緒に守ってもらおうと行動を共にしている。

## 制作者
- ディレクター：郷田努
- 企画・原案・原作：郷田努
- シナリオ：郷田努/米持亜希子